# هيزل هولت
هيزل هولت (بالإنجليزية: Hazel Holt)‏ (3 سبتمبر 1928 - 23 نوفمبر 2015)؛ كاتِبة وروائية بريطانية.